# اودنا (فلم 2022)
اودنا Odna ( (الروسية: Одна) ) هو فيلم درامي روسي صدر عام 2022 من إخراج ديمتري سوفوروف.   ومن المقرر عرضه في دور السينما في 3 مارس 2022. 

## القصة
يحكي الفيلم عن زوجين شابين طاروا على متن طائرة تحطمت نتيجة اصطدامها بمفجر قبل نصف ساعة من هبوطها. كان من المفترض أن يموت الجميع ، لكن لاريسا تمكنت من النجاة. 

## الشخصيات
- Nadezhda Kaleganova
- Viktor Dobronravov
- Maksim Ivanov
- Mariya Sokova
- Yan Tsapnik
- Leonid Gromov
- Nikita Tarasov

## الروابط الخارجية
- اودنا  في قاعدة بيانات الأفلام على الإنترنت (بالإنجليزية)